# Casal di Principe
Casal di Principe – miejscowość i gmina we Włoszech, w regionie Kampania, w prowincji Caserta.
Miejscowość była miejscem wydarzeń opisywanych w książce Gomorra.
Według danych na rok 2004 gminę zamieszkuje 19 336 osób, 840,7 os./km².
Casal di Principe jest centrum władzy organizacji mafijnej Camorra, która zdominowała handel cementem i kokainą.
Urodzony w Casal di Principe, ksiądz Giuseppe Diana przeciwstawiał się Camorze i angażował się w różne projekty społeczne. W Boże Narodzenie 1991 r. we wszystkich kościołach Casal di Principe i okolicach rozpowszechniał napisany przez siebie tekst „Per amore del mio popolo non tacerò” („Na miłość mojego ludu nie będę milczeć”), w którym wyraził niezadowolenie z bezprawia panującego w Casal di Principe. W dniu imienin 19 marca 1994 r. został zamordowany przez Camorrę w zakrystii swojego kościoła w Casal di Principe.